# Tempursari (Candimulyo)
Tempursari is een bestuurslaag in het regentschap Magelang van de provincie Midden-Java, Indonesië. Tempursari telt 576 inwoners (volkstelling 2010).